# Jonathan Chace
Jonathan Chace (Fall River, 1829. július 22. – Providence, 1917. június 30. vagy 1917. június 13.) az Amerikai Egyesült Államok szenátora (Rhode Island, 1885–1889).